# Eymouthiers
Eymouthiers è un comune francese di 317 abitanti situato nel dipartimento della Charente, nella regione della Nuova Aquitania.

## Società

### Evoluzione demografica
Abitanti censiti